# Gianluigi Nuzzi

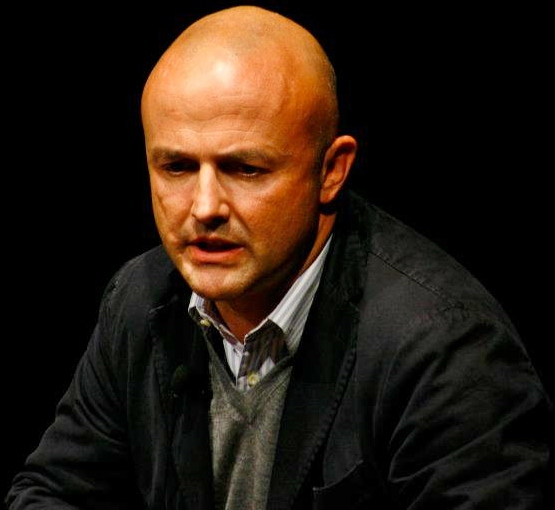
Gianluigi Nuzzi (2011)

Gianluigi Nuzzi (* 3. Juni 1969 in Mailand) ist ein italienischer Investigativjournalist. Er arbeitet für die Wochenzeitschrift Panorama sowie die Zeitungen Il Giornale und Corriere della Sera. Seit 1994 verfolgt er Polit- und Finanzskandale in Italien und im Vatikanstaat.

## Leben und Werk
Gianluigi Nuzzi erhielt 2008 Zugang zum Geheimarchiv Renato Dardozzis; 2009 beendete er das Buch Vatikan AG.
2012 erschien sein Buch Seine Heiligkeit. Dieses trug maßgeblich zum Vatileaks-Skandal bei, da darin vertrauliche Dokumente aus dem Vatikan veröffentlicht wurden. Gerüchte, der ehemalige Kammerdiener Benedikts XVI., Paolo Gabriele, sei einer seiner Informanten, lässt Nuzzi unkommentiert. 
Am 5. November 2015 erschien sein Buch Alles muss ans Licht, in welchem er Missmanagement, eine chaotische Buchführung, fragwürdige Einnahmen bei Selig- und Heiligsprechungen, Behinderungen der 2013 berufenen Kommission für finanzielle Reformen sowie Fälle von Bereicherung und Vertrauensbruch im Vatikan anprangerte. Am 24. November 2015 begann im Vatikanstaat ein Prozess wegen der Enthüllungen, bei dem u. a. Gianluigi Nuzzi wegen (vorgeworfener) Mittäterschaft am Hochverrat vatikanischer Geheimnisträger angeklagt war. Nuzzi bezeichnete den Prozess als „kafkaesk und absurd“, sein ebenfalls angeklagter Journalistenkollege Emiliano Fittipaldi betonte, der Prozess widerspreche dem in der Europäischen Konvention der Menschenrechte (EMRK) verankerten Prinzip der Meinungsfreiheit. Am 7. Juli 2016 sprach ihn die zuständige Strafkammer frei, die Staatsanwaltschaft hatte für eine Haftstrafe von einem Jahr auf Bewährung plädiert.

## Schriften
- Vaticano S.p.A. (2009); deutsch: Vatikan AG. Ecowin, Salzburg 2009, ISBN 978-3-902404-89-3.
- mit Claudio Antonelli: Metastasi. Sangue, soldi e politica tra Nord e Sud. La nuova 'ndrangheta nella confessione di un pentito (2010), deutsch: Metastasen: Ein Kronzeuge der 'Ndrangheta enthüllt die Geheimnisse des größten Familienunternehmens der Welt. Ecowin, Salzburg 2010, ISBN 978-3-7110-0011-8.
- Sua Santità. Le Carte Segrete di Benedetto XVI. (2012); deutsch: Seine Heiligkeit: Die geheimen Briefe aus dem Schreibtisch von Papst Benedikt XVI. Piper, München 2012, ISBN 978-3-492-05575-8.
- Alles muss ans Licht: Das geheime Dossier über den Kreuzweg des Papstes. Ecowin, Salzburg 2015, ISBN 978-3-7110-0085-9.
- Erbsünde. Papst Franziskus einsamer Kampf gegen Korruption, Gewalt und Erpressung. Orell Füssli, Zürich 2018, ISBN 978-3-280-05685-1.
- Habgier im Vatikan. Wie die Jünger des Geldes Papst Franziskus Reformen sabotieren. Orell Füssli, Zürich 2020, ISBN 978-3-280-05735-3.